# Gyllene Tider
Gyllene Tider je švédská poprocková skupina. Skupina vznikla v roce 1977 pod názvem Grape Rock, dnešní název znamená "zlaté časy". Aktivní je dodnes. Jejími členy jsou Per Gessle, Mats „MP“ Persson, Micke „Syd“ Andersson, Anders Herrlin a Göran Fritzon.

## Diskografie

### Studiová alba
- Gyllene Tider (1980)
- Moderna Tider (1981)
- Puls (1982)
- The Heartland Café (1984)
- Gyllene Tider EP (1996)
- Konstpaus (2000)
- Finn 5 fel! (2004)
- Dags att tänka på refrängen (2013)
- Samma skrot och korn (2019)